# Kratek vzlet in pristanek
STOL je okrajšava za angleški izraz Short Take-Off and Landing (dobesedno »kratek vzlet in pristanek«). Označuje letalo, ki lahko vzleta in pristaja na zelo kratkih stezah. Po Natovi definiciji, v veljavi od leta 1964, je STOL (décollage et atterrissage courts) sposobnost letala, da se dvigne za 15 m v 450 m od vzleta, oz. pristane v 450 m po preletu 15 m visoke prepreke.
Dolžina, ki jo letalo potrebuje za vzlet, je odvisna od minimalne hitrosti leta. Pri konstruiranju takšnih letal posvečajo veliko pozornosti zmanjšanju te dolžine. Za dosego tega cilja mora imeti letalo veliko razmerje moč/teža in nizek zračni upor. Za pristanek povečajo zračni upor z uporabo zakrilc, ki zmanjšajo hitrost leta, in letom poševno proti stezi, na tleh pa z močnimi zavorami.
Mnogo STOL-letal je prirejenih za pristajanje in vzletanje na grobem terenu, uporabljajo jih za oskrbovanje odročnih krajev, kjer ni urejenih vzletno-pristajalnih stez, in so pogosto tudi obdani z gozdom ali visokimi hribi. Opremijo jih bodisi z velikimi kolesi, bodisi s sanmi ali plovci. Dobro STOL-letalo ima nizko hitrost leta pri nespremenjeni nosilnosti. Zato imajo za svojo velikost zelo velika krila. Sposobnost prevažanja težkega tovora je pomembna, ker predstavljajo takšna letala glavni način prevoza tovora in potnikov do odročnih naselij, npr. v Afriški divjini, na Aljaski in severu Kanade. 
Letališča, prilagojena za STOL-letala, imajo po navadi eno samo kratko vzletno-pristajalno stezo. Eno takih je londonsko letališče.

## Nekaj letal STOL
- Alenia G.222
- CASA C-212 Aviocar
- EADS Eurofighter Typhoon
- Pilatus PC-6 Turbo Porter